# Монтисело (Минесота)
Монтисело (енгл. Monticello) град је у америчкој савезној држави Минесота.

## Демографија
По попису из 2010. године број становника је 12.759, што је 4.891 (62,2%) становника више него 2000. године.
| Група             | 2000.         | 2010.          |
| Белци             | 7.535 (95,8%) | 11.452 (89,8%) |
| Афроамериканци    | 26 (0,3%)     | 195 (1,5%)     |
| Азијати           | 43 (0,5%)     | 130 (1,0%)     |
| Хиспаноамериканци | 160 (2,0%)    | 686 (5,4%)     |
| Укупно            | 7.868         | 12.759         |